# Jane Peterson
Jane Peterson (Ilinois, 12 de noviembre de 1876 – Kansas, 14 de abril de 1965) fue una pintora impresionista y expresionista estadounidense.

## Biografía
Peterson nació en Elgin, Illinois, el 12 de noviembre de 1876, hija de una empleada de Elgin Watch Company. Aunque nació como Jennie Christine, cambió su nombre a Jane justo después de graduarse de la escuela secundaria, en 1894. No recibió ninguna formación artística formal en su infancia pero sabía intuitivamente cómo pintar todo lo que veía. De niña asistió a la escuela pública. Más tarde, en la Exposición Colombina de 1893 en Chicago, se enteró de la existencia del Instituto Pratt, una escuela técnica bastante nueva en Brooklyn, Nueva York, y realizó una prueba de aptitud artística. En 1895 fue aceptada en el departamento de arte y pidió prestada a su madre la cantidad de 300 dólares para poder estudiar. En 1901 se graduó y estudió pintura al óleo y acuarela en la Art Students League de Nueva York con Frank DuMond.
Se casó con un abogado, Bernard Philipp, cuando tenía cincuenta años. Cuatro años después de la muerte de su marido, se casó con un médico de New Haven, James S. Mccarty en 1939. Este matrimonio duró menos de un año.

## Trayectoria

### Estudios en Europa
En 1907, inició una gira por Europa, visitando Inglaterra, Holanda, Francia e Italia, donde fue adquiriendo conocimientos especializados en técnicas de pintura y composición sobre el fauvismo, el expresionismo, el impresionismo y al comienzo del cubismo A su llegada a la capital francesa, Picasso ya asentaba las bases artísticas con técnicas innovadoras y experimentales, mostrando las tendencias del Fauvismo y yendo más allá de ellas. Durante este periodo, estudió con el artista galés Frank Brangwyn en Venecia y Londres; con Joaquín Sorolla en Madrid, y con el pintor francés Jacques Blanche y escultor Andre L'Hote en París. Bajo sus direcciones, obtuvo un conocimiento diverso y especializado en técnicas y composición. 
En París, Peterson hizo amistad con la escritora norteamericana Gertrude Stein y con el coleccionista de Arte americano y crítico, Leo Stein, participando en reuniones a las que también asistían Pablo Picasso y Henri Matisse. En París, vivía en la zona de Montparnasse, muy cerca de la galería de Gertrude Stein, donde los sábados, artistas y entusiastas de arte se reunirían para ver y hablar sobre la colección Stein de arte Moderno. 
En 1908 celebró una exposición individual en la Société des Artistes Français, cosechando reseñas positivas entre los críticos parisinos, lo que permitió que al año siguiente organizara una exposición en el club St. Botolph en Boston. Expuso también en Massachusetts, en la Galería Knoedler en la ciudad de Nueva York y en la Galería de Arte Bendann en Baltimore, Maryland . De 1910 a 1914, realizó sus propias exposiciones en el Instituto de Arte de Chicago, Illinois. También participó en muchos espectáculos grupales como la American Watercolour Society y la New York Society of Painters, tanto en la ciudad de Nueva York como en el Baltimore Watercolour Club en Maryland.

### Influencia de Sorolla
Un año después de su vuelta a Chicago, regresó a Europa para estudiar bajo la dirección de Joaquín Sorolla y Bastida en Madrid. De todos sus mentores, Sorolla fue el que más influyó sobre el estilo artístico de Peterson. De hecho, después de 1909, sus pinturas son más osadas en el uso del color, con capas de pinceladas sueltas que representan el brillo de la luz de verano en el sur de Europa.
Fue Sorolla quien persuadió a Peterson para que lo siguiera a Nueva York, donde le habían encargado hacer un retrato de Louis Comfort Tiffany, el fundador de Tiffany & Co. Por invitación de Tiffany, se unió al círculo artístico en Laurelton, su finca de verano en Oyster Bay, Long Island. A partir de este momento, formó un buen vínculo con su mecenas y amigo, Louis Comfort Tiffany, diseñador estadounidense de vidrieras y joyas y jefe de la famosa firma Tiffany Studios. Sus muchos viajes juntos inspiraron las obras de Peterson. De hecho, en 1916, celebraron juntos una exposición de pintura transcontinental en su vagón de ferrocarril privado, en un recorrido que les llevó de expedición por Alaska y el noroeste canadiense.

### Estilo artístico e interés por la acuarela
El trabajo de Peterson es difícil de incluir en una o dos categorías de arte. En realidad, sus obras se parecen más a una mezcla de varios estilos más prominentes a principios del siglo XX bajo la influencia de su formación artística académica de muchas influencias tanto en América como en toda Europa: impresionismo, neoimpresionismo y postimpresionismo, Art Nouveau, Nabi y el fauvismo. Usaba en sus pinturas pinceladas sueltas y colores llamativos. Desde 1910 hasta 1916, se relacionó cada vez más a nivel estilístico con su compañero estadounidense, Maurice Prendergast. Ambos compartían intereses similares en el tema y habían viajado y estudiado en Europa. Peterson y Prendergast tenían habilidades técnicas comparables en cuanto a la observación y gustaban del colorido pero el movimiento lineal de Peterson fluye más agresivamente que el de Prendergast. Poco a poco, cada uno desarrolló un estilo personal y único, según Charlotte Streiffer Rubenstein.3
En 1912, regresó a París, donde se asoció con los miembros de la American Art Association, entre los que se incluía el pintor impresionista estadounidense Frederick Carl Frieseke. Su interés por la acuarela comenzó en este momento. A su regreso a los Estados Unidos en 1913, comenzó una docencia por seis años en la Art Students League de Nueva York como instructora de pintura de acuarela. y se convirtió en Supervisora de Dibujo de las Escuelas Públicas de Brooklyn.

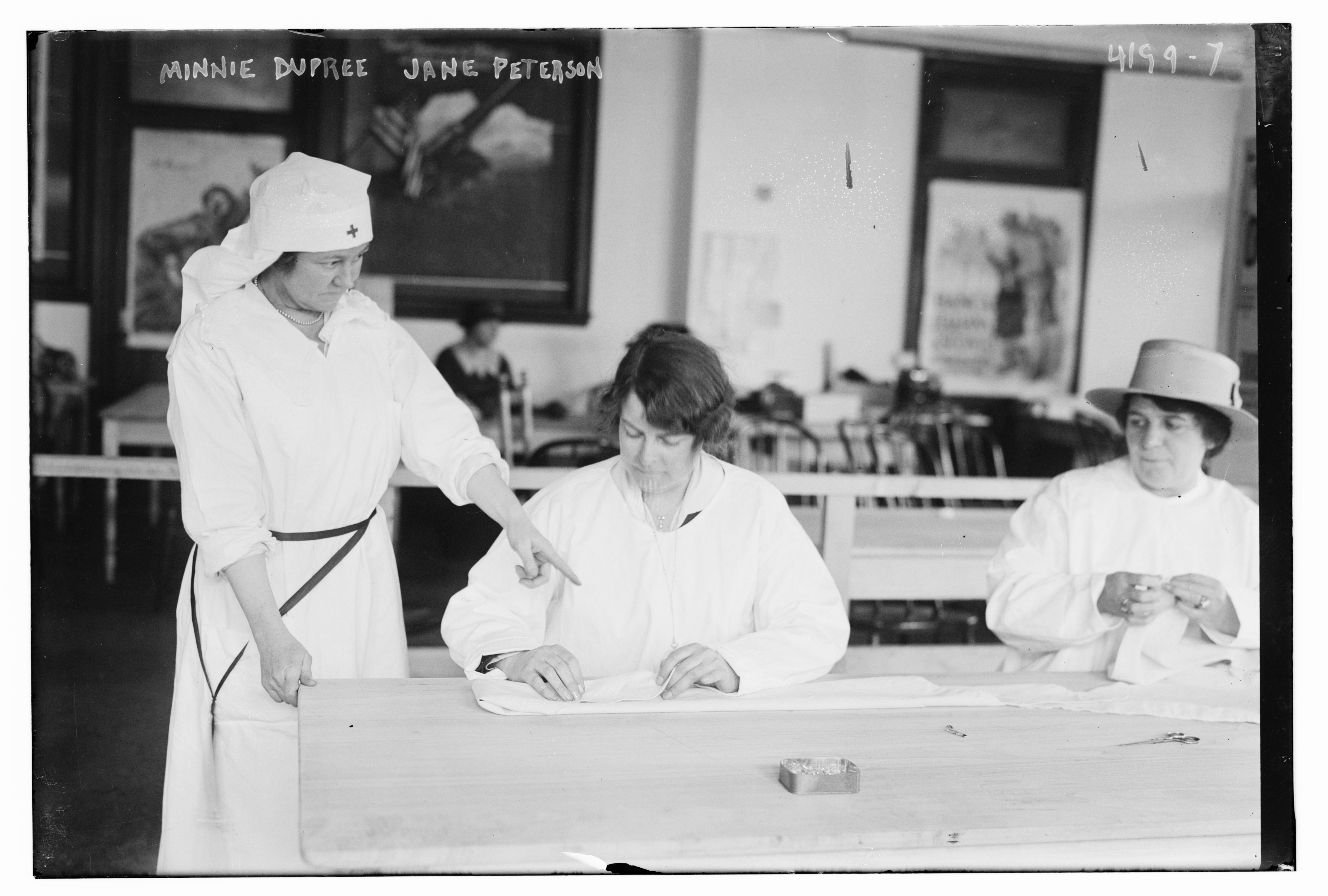
Jane Peterson

Peterson viajó mucho, pintando desde Maine hasta Florida y el norte de la Columbia Británica. Como resultado de sus aventuras en todo el mundo, pintó personas, eventos y escenarios que resultaban de mucha actualidad en esos momentos cuando muchas mujeres preferían pintar escenas de la vida doméstica. Por ejemplo, durante la Primera Guerra Mundial, se unió al refuerzo de la guerra pintando retratos militares y escenas patrióticas de mujeres enrollando vendas y mantas plegables en el Centro de la Cruz Roja. 
En 1910, las obras de Peterson se exhibieron durante un viaje que realizó sola a Egipto y Argel, en el norte de África, un acto extremadamente audaz para una mujer a principios del siglo XX. y durante su estancia de seis meses en Turquía en 1924, pintó escenas de calles en las ciudades islámicas de Constantinopla y Broosa.

## Trabajos
Realizó más de 80 exposiciones individuales hasta su muerte el 14 de agosto de 1965. Dos de las famosas obras de Peterson forman parte de la colección del Museo Metropolitano de Arte: El desfile (gouache, acuarela, carbón y grafito sobre papel) y Fuente turca con jardín, de Louis C. Tiffany Estate, Oyster Bay, (aceite y carbón sobre lienzo), en 1910. Marché aux Fleurs, óleo sobre lienzo, pintado en París en 1908, forma parte de la Colección de la Fundación Terra. The Floats fue tasado en el Antiques Roadshow de PBS en octubre de 2014. Su pintura al óleo de 1930 "Manglares de Florida" se encuentra en la colección permanente del Museo de Arte Norton en West Palm Beach, Florida.  
Peterson fue seleccionada como la persona más destacada del año por su logro artístico por la American Historical Society en 1938. Durante la Segunda Guerra Mundial realizó cuatro retratos que representan a mujeres en cada rama del ejército. Estos retratos fueron subastados por 211,000 dólares para construir un monumento de guerra.
Sus obras se presentaron en Jane Peterson: At Home and Abroad, una muestra que se exhibió en 2018 en el Museo de Arte de Columbia, el Museo Mattatuck, el Museo de Arte de Long Island y la Colección Hyde (Glens Falls, Nueva York).
Sus trabajos forman parte de las colecciones del Museo Metropolitano de Arte, el Museo de la Ciudad de Nueva York, el Museo Nacional de Mujeres en las Artes y Hirshhorn Museo en Washington D.C, y Academia de Pensilvania de Bellas artes y Museo de Filadelfia de Artes en Filadelfia, Pensilvania. 

## Galería

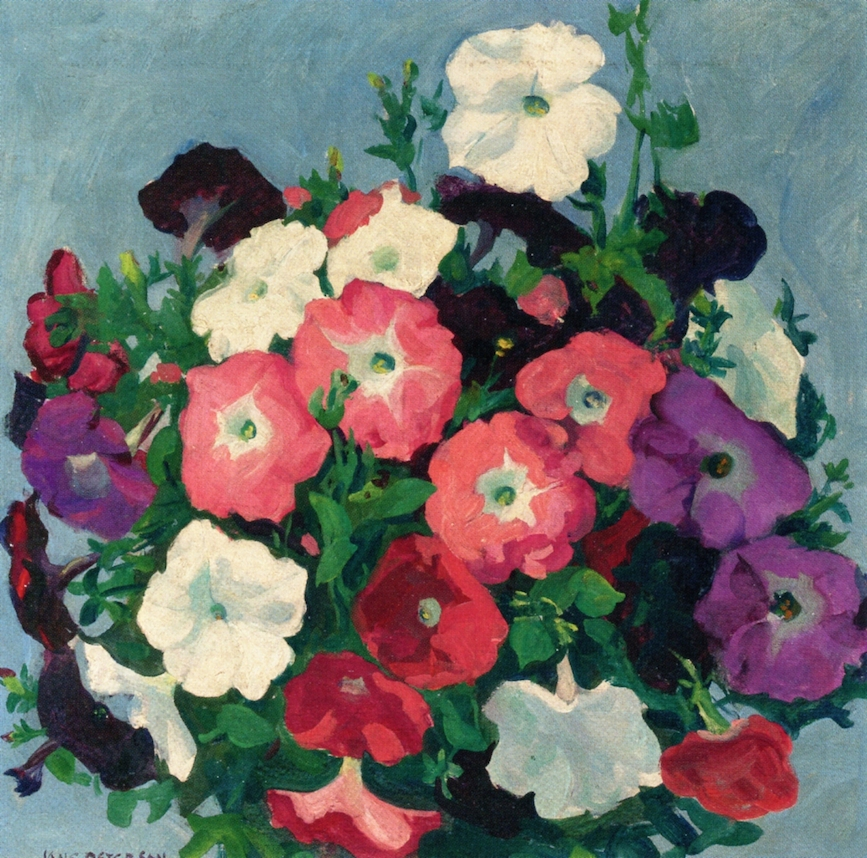
A Bouquet of Petunias
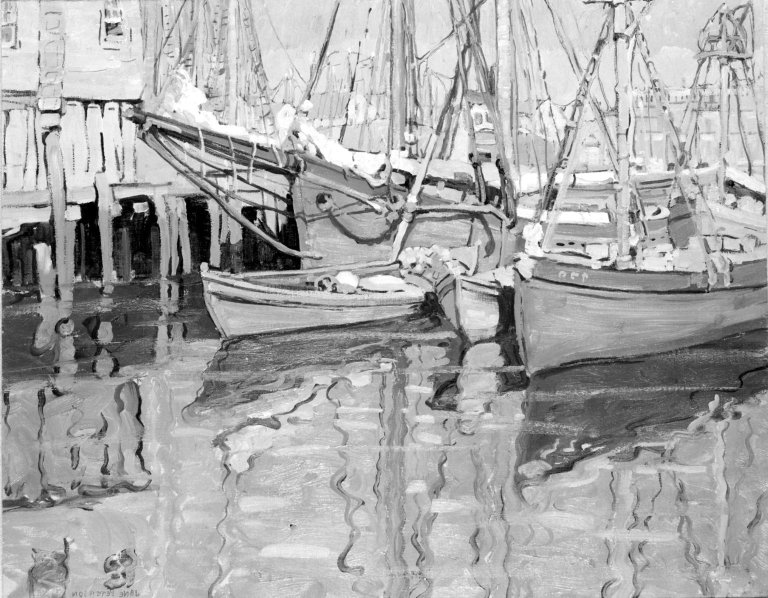
Fishing Boats, Gloucester
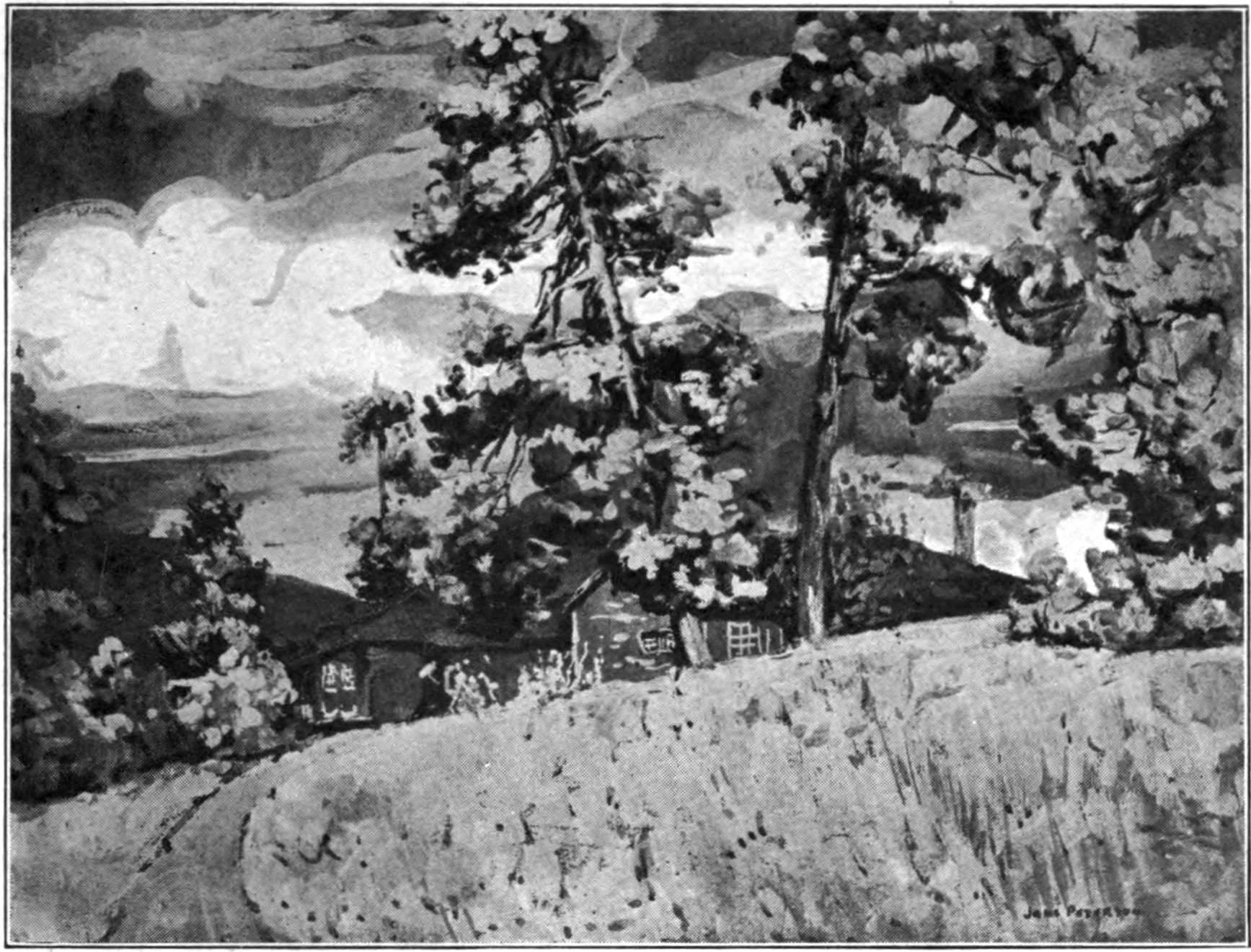
Percival Lowell - an afterglow - His Bungalow, after Jane Peterson
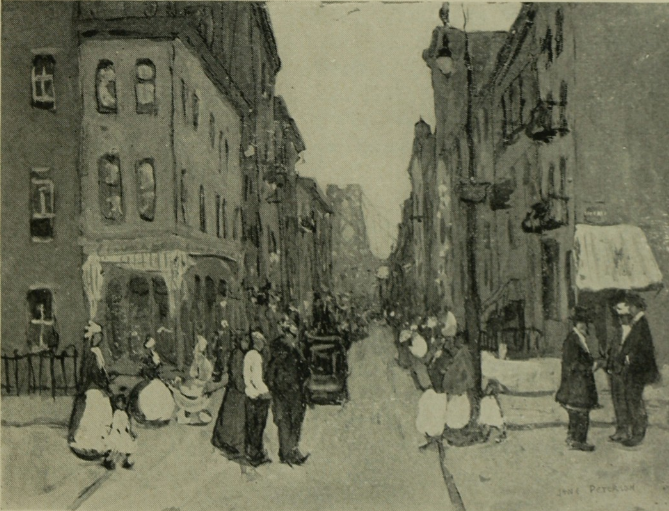
Mott Street New York